# Allan Pickel
Pour les articles homonymes, voir Pickel.
Allan Demetrius Pickel (1878-1955) est un marchand et homme politique provincial canadien de la Saskatchewan. Il représente la circonscription de The Battlefords à titre de député du Parti libéral de la Saskatchewan de 1917 à 1929.

## Biographie
Né à Darlingford (en) au Manitoba, Pickel est le fils de Sidney James Pickel et de Catherine Blair. Étudiant à Morden, il s'établit en Saskatchewan en 1903. Lançant une entreprise l'année suivante à Battleford, il déménage à North Battleford en 1905. Pickel épouse Flora Mae Struther.